# 蓬泰亚
蓬泰亚（法語：Ponteilla，法語發音：[pɔ̃tɛja] ⓘ）是法国东比利牛斯省的一个市镇，属于佩皮尼昂区。

## 地理
蓬泰亚（42°37'35"N, 2°48'52"E）面积13.78 平方千米，位于法国奧克西塔尼大區东比利牛斯省，该省份为法国大陆部分最南部的省份，涵盖了北加泰罗尼亚，北起奥德省，西接阿列日省和安道尔，南与西班牙接壤，东临地中海。
与蓬泰亚接壤的市镇（或旧市镇、城区）包括：卡诺埃斯、波耶斯特尔、巴日、特鲁亚斯、于皮亚、蒂尔、维勒莫拉克。

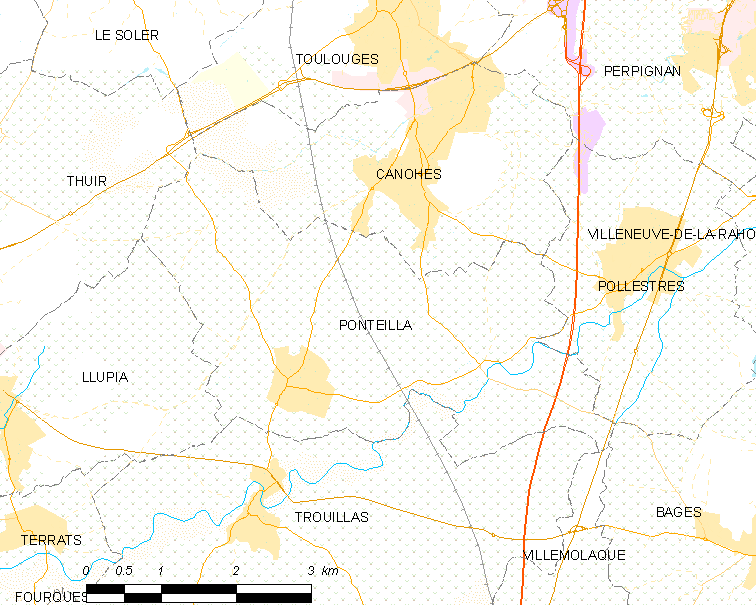
蓬泰亚的OSM定位图

蓬泰亚的时区为UTC+01:00、UTC+02:00（夏令时）。

## 行政
蓬泰亚的邮政编码为66300，INSEE市镇编码为66145。

## 政治
蓬泰亚所属的省级选区为莱萨斯普尔县。

## 人口

1962-2008年间蓬泰亚人口变化图示

蓬泰亚于2022年1月1日时的人口数量为3012人。